# تنغقير (مقاطعة تشرداول)
تنغقير (بالفارسية: تنگقیر) هي قرية تقع في قسم شباب الريفي (مقاطعة تشرداول) في إيران. يقدر عدد سكانها بـ 25 نسمة بحسب إحصاء 2016.